# Sturmia imperalis
Sturmia imperalis là một loài ruồi trong họ Tachinidae.